# Stefanaconi
Stefanaconi is een gemeente in de Italiaanse provincie Vibo Valentia (regio Calabrië) en telt 2477 inwoners (31-12-2004). De oppervlakte bedraagt 23,2 km², de bevolkingsdichtheid is 108 inwoners per km².
De volgende frazioni maken deel uit van de gemeente: Morsillara.

## Demografie
Stefanaconi telt ongeveer 847 huishoudens. Het aantal inwoners steeg in de periode 1991-2001 met 4,3% volgens cijfers uit de tienjaarlijkse volkstellingen van ISTAT.
| Jaar | Inwoneraantal |
| ---- | ------------- |
| 1991 | 2395          |
| 2001 | 2497          |

## Geografie
De gemeente ligt op ongeveer 347 meter boven zeeniveau.
Stefanaconi grenst aan de volgende gemeenten: Francica, Gerocarne, Pizzoni, Sant'Onofrio, Soriano Calabro, Vazzano, Vibo Valentia.